# Nicholas Spizzirri
Nicholas Spizzirri (* 23. Dezember 2001 in Greenwich, Connecticut) ist ein US-amerikanischer Squashspieler.

## Karriere
Nicholas Spizzirri spielte 2024 erstmals auf der PSA Squash Tour und gewann auf dieser bislang einen Titel. Diesen gewann er in der Saison 2023/24 im Juli in Charleston. Mit der US-amerikanischen Nationalmannschaft nahm er 2024 an der Weltmeisterschaft teil und gewann dabei drei seiner sechs Partien. In der Saison 2024/25 erhielt er dank eines Sieges bei einer Vorausscheidung eine Wildcard für die Weltmeisterschaft im Einzel und stand damit erstmals im Hauptfeld des Turniers. Im Juni 2025 wurde er US-amerikanischer Vizemeister. Seine höchste Platzierung in der Weltrangliste erreichte er mit Rang 128 am 4. November 2024.
Er studiert seit 2020 an der Wharton School der University of Pennsylvania, für die er auch im College Squash aktiv war. Sein Zwillingsbruder Eliot Spizzirri ist Tennisprofi.

## Erfolge
- Gewonnene PSA-Titel: 1
- US-amerikanischer Vizemeister: 2025